# 马修·沃恩
马修·沃恩爵士（英語：Sir Matthew Vaughn，1971年3月7日—）是一名英国电影制片人和导演，他制作的著名电影有《两杆大烟枪》（1998）和《偷拐抢骗》（2000），导演的影片有《星塵傳奇》（2007） 、《特攻聯盟》（2010）、2011年的科幻动作片《X戰警：第一戰》及2015年的諜報动作喜劇《金牌特務》。

## 个人生活

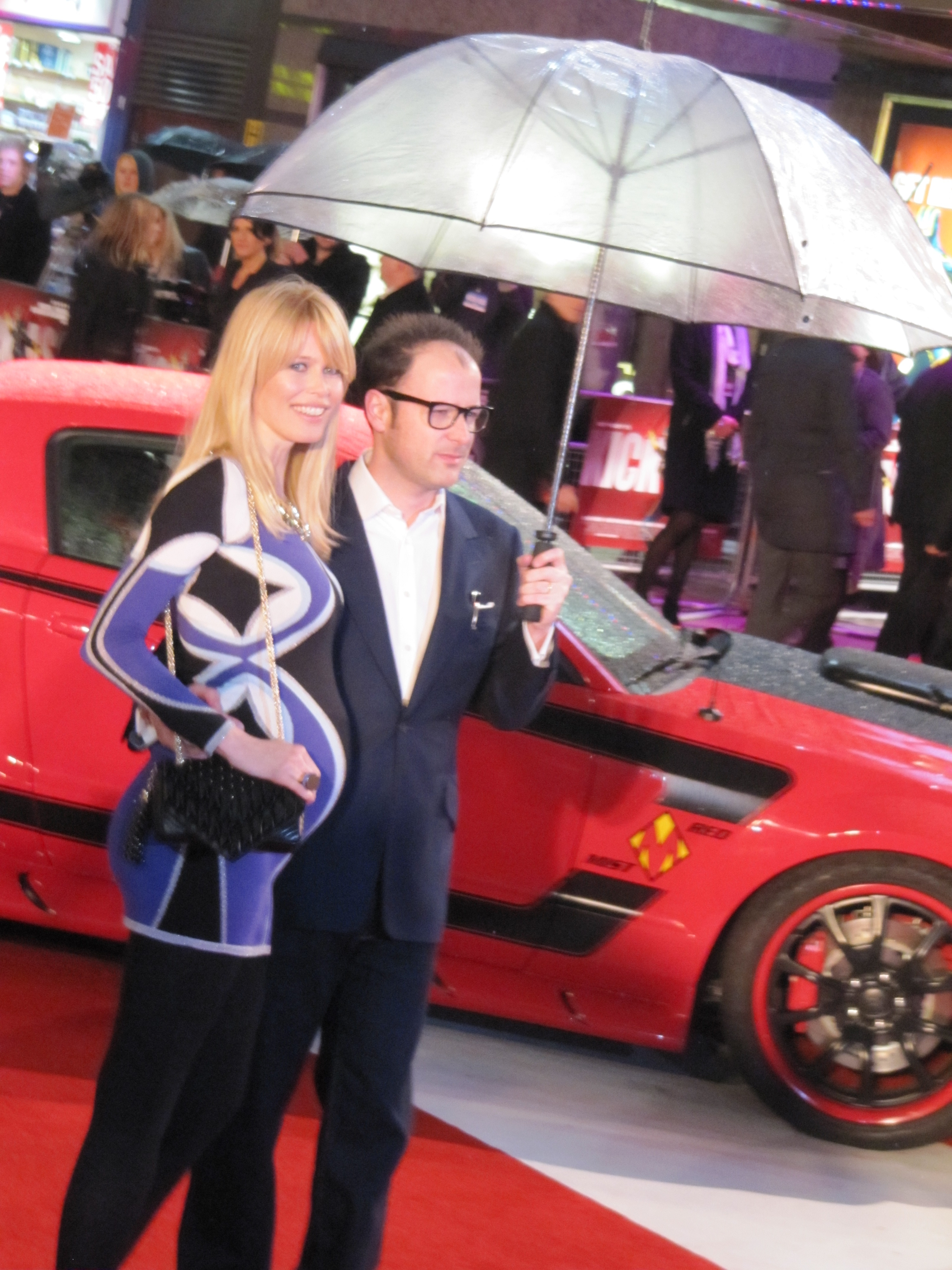
2010年3月22日，他与妻子在伦敦出席电影《特攻聯盟》的宣传活动

他的妻子是来自德国的超级模特克劳迪娅·席费尔（Claudia Schiffer），两人于2002年在薩福克郡的辛普林（Shimpling）结婚。生育了三个孩子：儿子Caspar Matthew (2003年1月30日生)，女儿Clementine de Vere Drummond (2004年11月11日生)，小女儿Cosima Violet (2010年5月14日生)。他们在伦敦诺丁山和薩福克郡有住所。
他雇佣了廓爾喀士兵担任他和他妻子的保镖。

## 电影作品

### 导演
- Layer Cake (2004)
- 星塵傳奇/Stardust (2007)
- 特攻聯盟/Kick-Ass (2010)
- X戰警：第一戰/X-Men: First Class (2011)
- 金牌特務/Kingsman: The Secret Service (2015)
- 金牌特務：機密對決/Kingsman: The Golden Circle (2017)
- 金牌特務：金士曼起源/The King's Man (2021)
- 機密特務：阿蓋爾/Argylle (2024)

### 监制
- The Innocent Sleep (1995)
- 两杆大烟枪/Lock, Stock and Two Smoking Barrels (1998)
- 偷拐搶騙/Snatch (2000)
- Mean Machine (2001)
- Swept Away (2002)
- Layer Cake (2004)
- Stardust (2007)
- 哈里·布朗/Harry Brown (2009)
- 特攻聯盟/Kick-Ass (2010)
- 特務謎雲/The Debt (2010)
- 特攻聯盟2/Kick-Ass 2 (2013)
- X戰警：逆轉未來/X-Men: Days of Future Past (2014)
- 驚奇4超人/Fantastic Four (2015)
- 飛躍奇蹟/Eddie the Eagle (2016)
- 火箭人/Rocketman (2019)
- 最後一個平安夜/Silent Night (2021)
- 俄羅斯方塊：版權之戰/Tetris (2023)

## 奖项与提名
Lock, Stock and Two Smoking Barrels:
- 英国电影学院奖: 最佳英国电影 (with Guy Ritchie) (提名)

Layer Cake:
- 英国电影学院奖: Carl Foreman Award for the Most Promising Newcomer (提名)
- 英国独立电影奖: Douglas Hickox Award (提名)
- Empire Awards: 最佳英国导演 (获奖)
- Empire Awards: 最佳新人 (提名)